# 滕萊克鎮區 (明尼蘇達州貝爾特拉米縣)
滕萊克鎮區（英語：Ten Lake Township）是位於美國明尼蘇達州貝爾特拉米縣的一個行政鎮區。

## 地方資料
滕萊克鎮區的面積為93.10平方千米，當中陸地面積為58.50平方千米，而水域面積為34.60平方千米。根據2020年美國人口普查的數據，當地共有人口1023人，而人口密度為每平方千米10.99人。